# Église Saint-Christophe de Benquet
Pour les articles homonymes, voir Église Saint-Christophe.
L'église Saint-Christophe, communément appelée église de Saint-Christau, est un lieu de culte catholique, situé dans la commune de Benquet, dans le département français des Landes. Elle est une étape sur la voie limousine du chemin de pèlerinage de Saint-Jacques-de-Compostelle.

## Présentation
L'église se situe dans le quartier de Saint-Christau, qui lui donne son nom. Elle est l'une des deux églises de la commune, l'autre étant l'église Saint-Jean-Baptiste de Benquet. Elle figure sur le cadastre napoléonien de la commune de 1811.  Elle est de nos jours rattachée au « relais paroissial » de Benquet, constitutif de la paroisse Saint-Martin-du-Marsan, créée le 8 septembre 1996, et qui regroupe sept villages.

### Historique
L’église actuelle du quartier de Saint-Christau, édifiée au XIIIe siècle, remplacerait une église primitive de l'époque mérovingienne. Elle a été rebâtie en 1563 après son saccage et le massacre d’habitants en 1562 par une bande armée huguenote de Montgomery. Elle est dédiée à saint Christophe et constitue le berceau du village de Benquet.
En 1878, de très importantes réparations sont effectuées et le cimetière est restauré. Une reproduction de la grotte de Massabielle de Lourdes est construite. Une fête marque ces transformations. De 1884 à 1895, diverses réparations, restaurations et améliorations (vitraux, Christ…) sont réalisées. En 1907, la première messe dominicale est supprimée. En 1927, un chemin de croix et une cloche de 125 kg sont mis en place. L'autel en bois est constitué d'une partie de récupération de l'ancienne chaire de l'église Saint-Jean-Baptiste, démontée au début des années 1970. De nos jours, la messe n'est plus célébrée dans l'église de Saint-Christau, à l'exception de quelques mariages et obsèques.

### Éléments
L'église possède un clocher-mur typique des Landes, et le son de la petite cloche a la réputation d'écarter l'orage et la grêle. Les agriculteurs pouvaient jadis la faire sonner pendant des heures, de jour comme de nuit, dans l'espoir de protéger leurs récoltes des intempéries.
On note dans l'enclos deux sépultures voisines et semblables, chacune constituée d'un socle à marches de pierre surmonté d'un fût hexagonal, d'une colonne et d'un vase funéraire. L'une concerne Jean-Pierre Auguste Loustau (1797-1855), ancien maire de Benquet. Sur l'autre, la plus proche de l'église, on peut lire « Ici repose Bertrand Petit Loustau, ancien garde du corps de S.M. Louis XVI, décédé à Benquet le 26 janvier 1831 à l'âge de 73 ans. Priez pour lui ».
On note aussi la présence de la sépulture d'un militaire fait chevalier de l'Ordre royal et militaire de Saint-Louis.

## Galerie

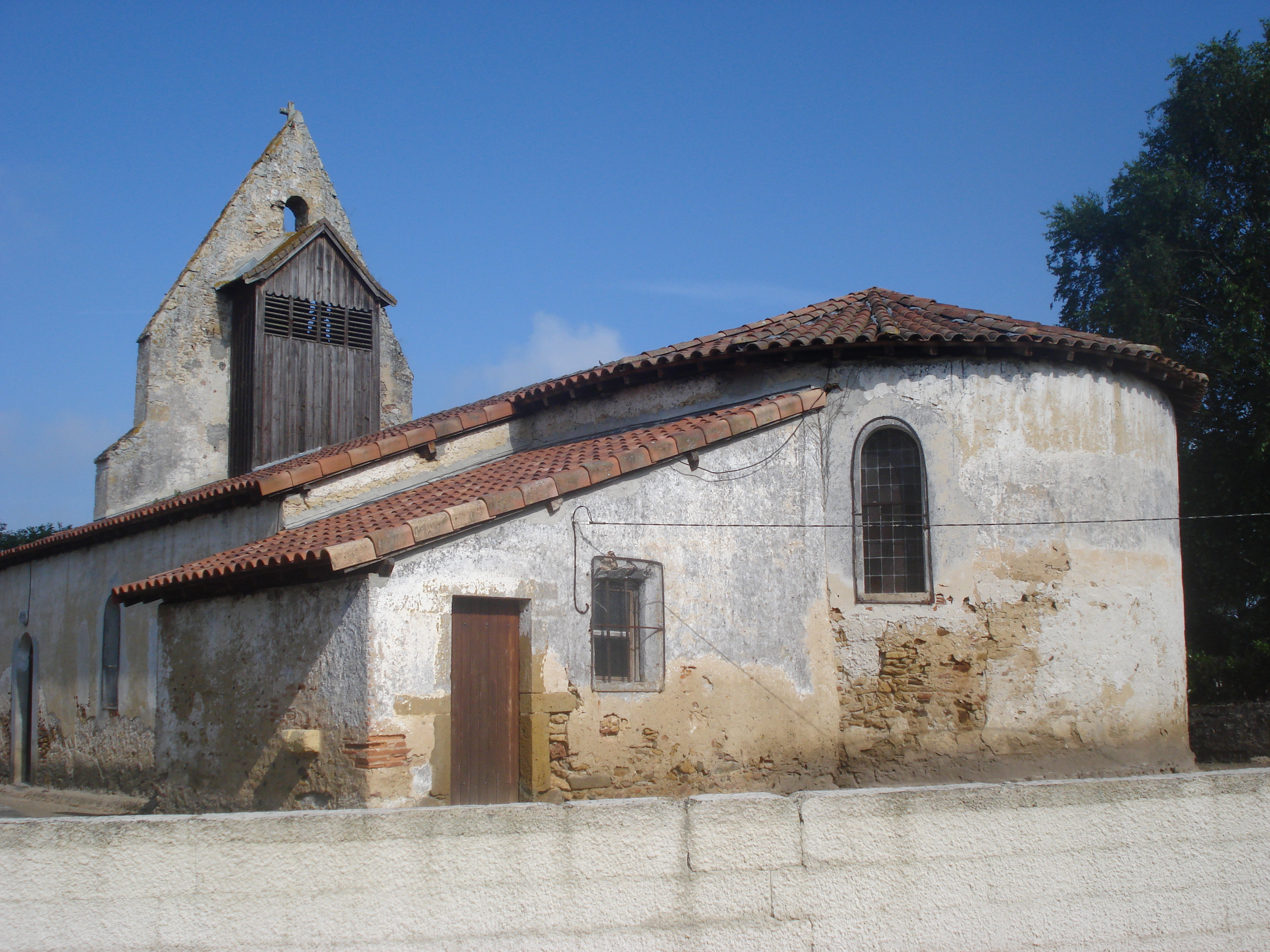
Vue arrière.
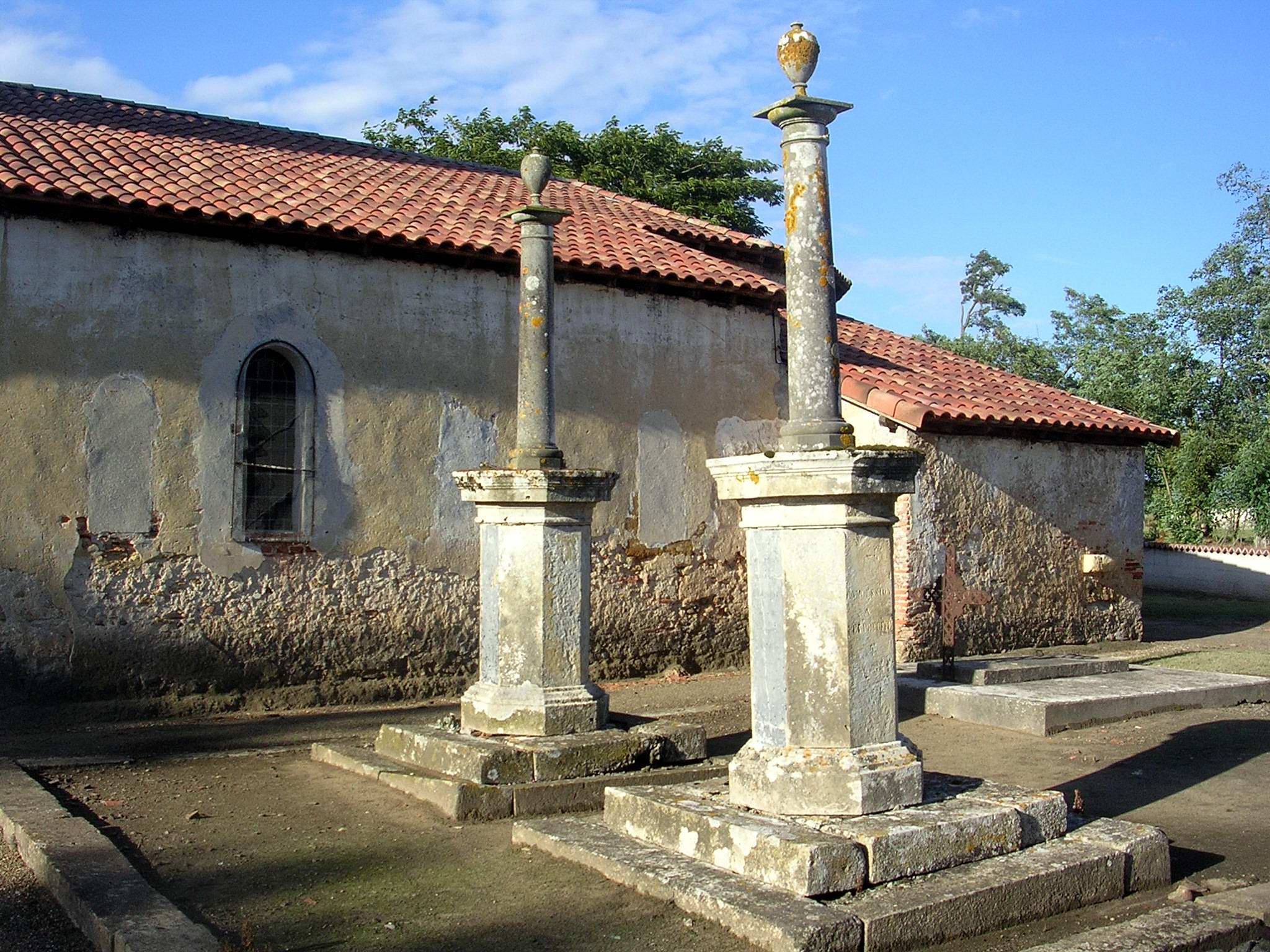
Tombes des Loustau.
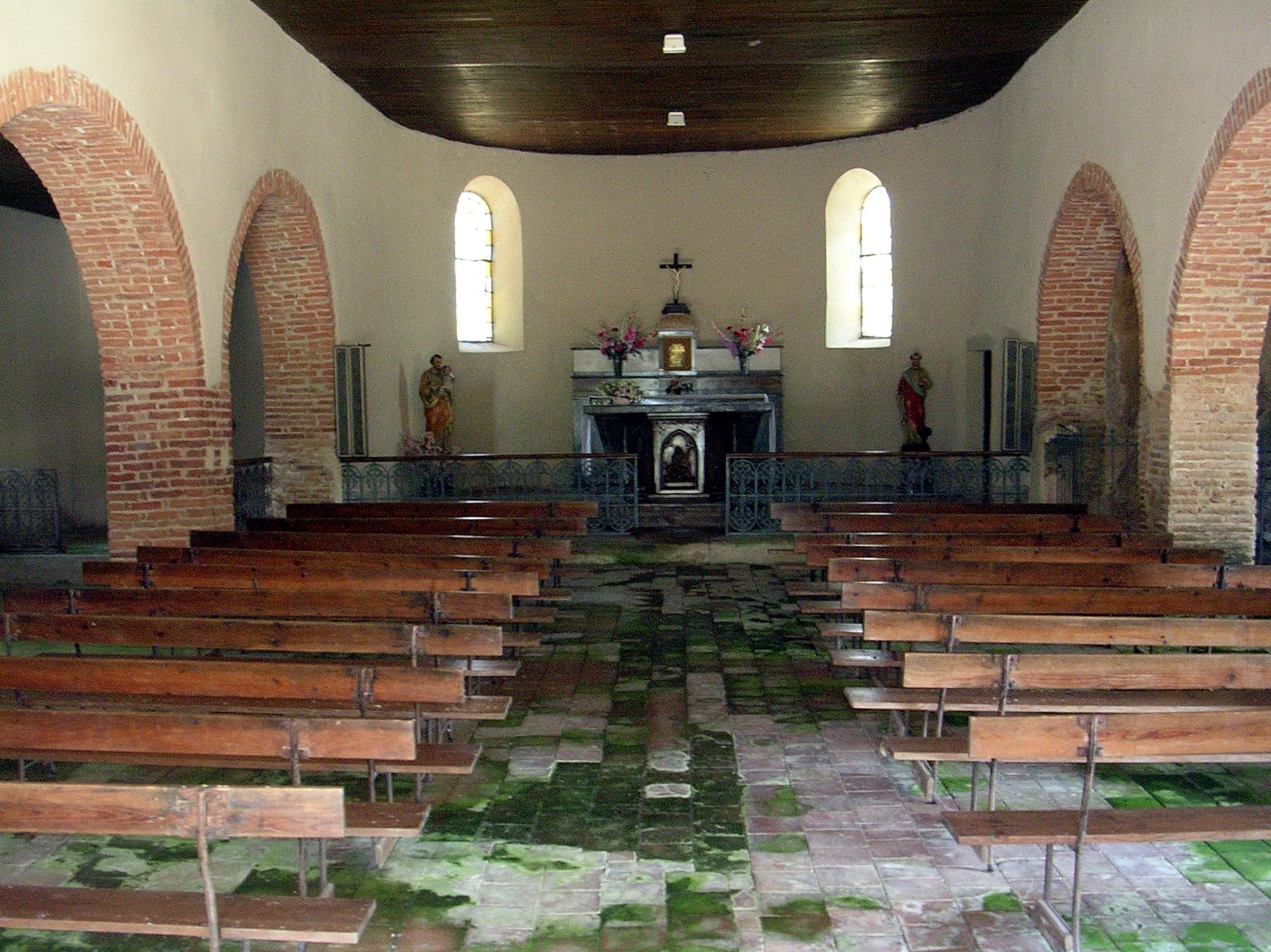
Vue intérieure.
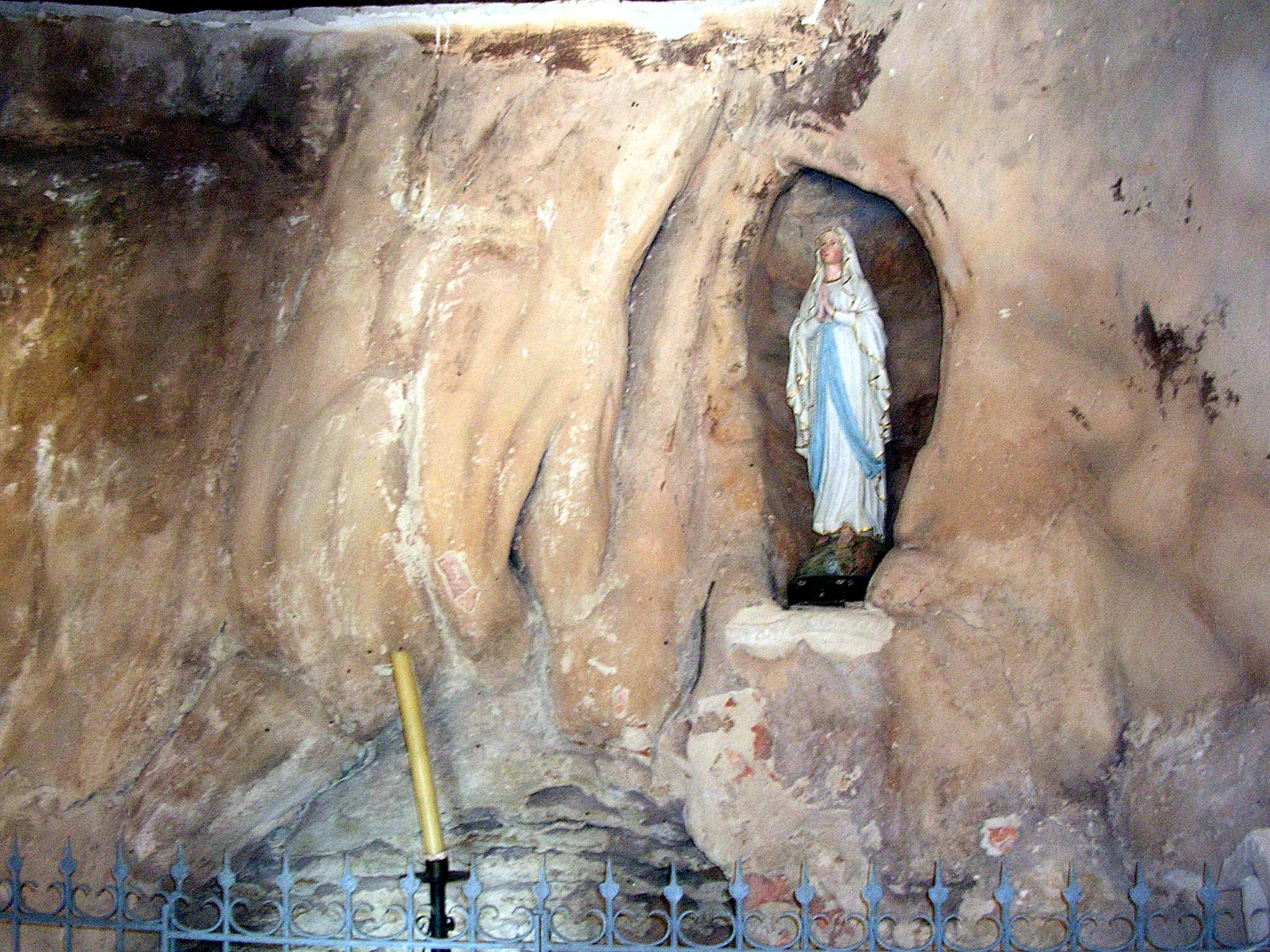
Reconstitution de la grotte de Lourdes.
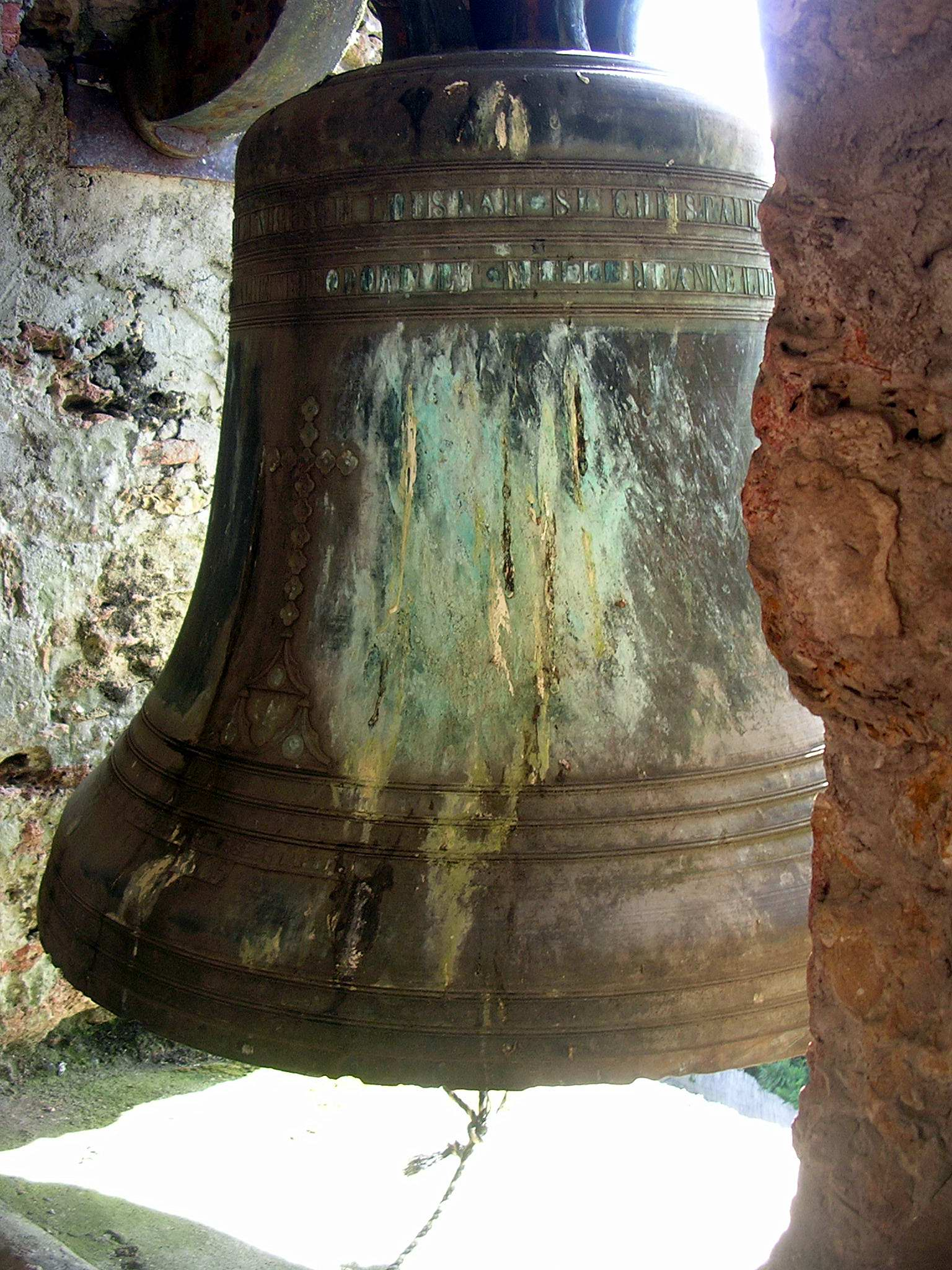
Une des deux cloches.
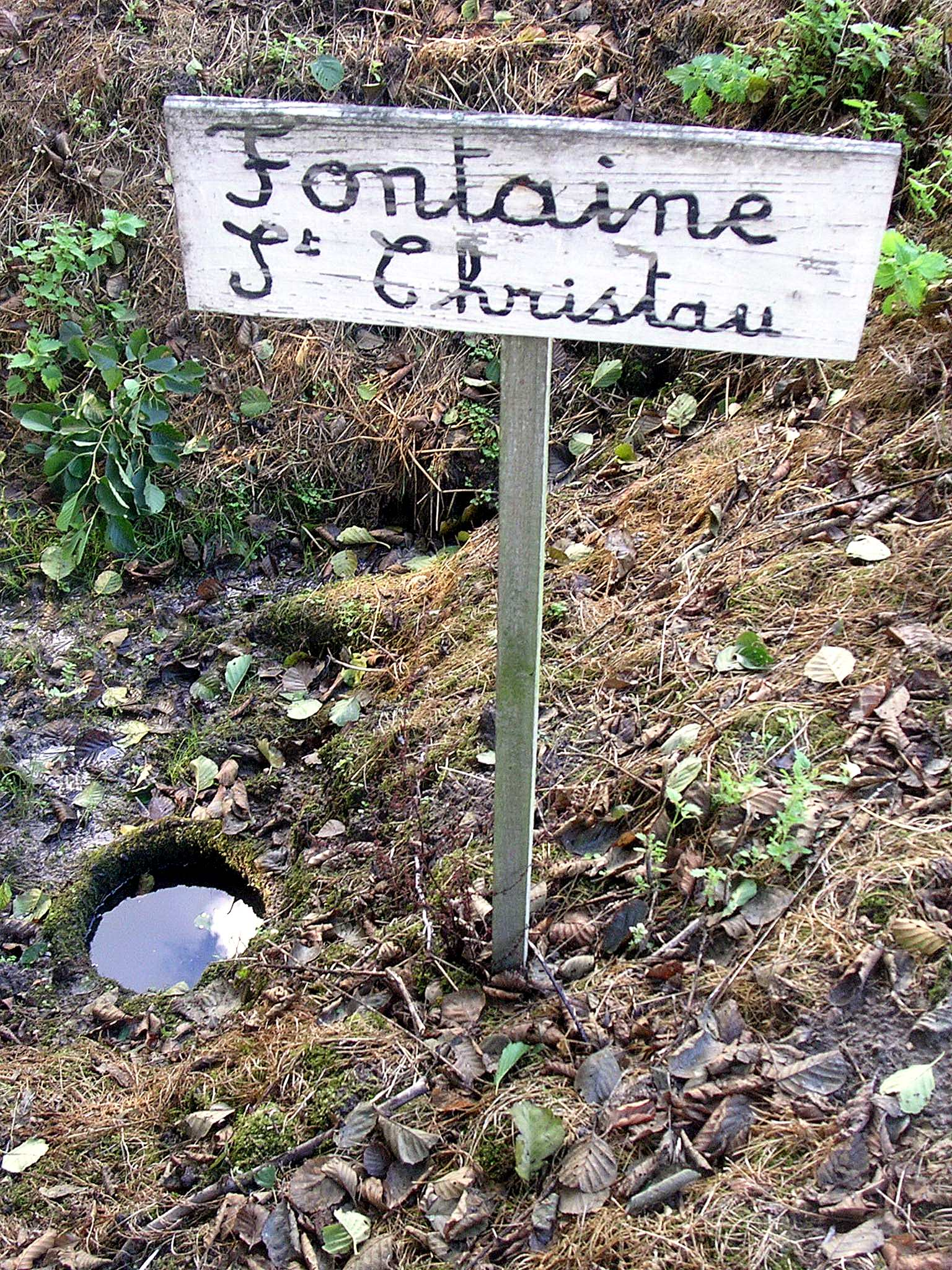
Fontaine Saint-Christau, qui a la réputation de guérir les maladies de peau.
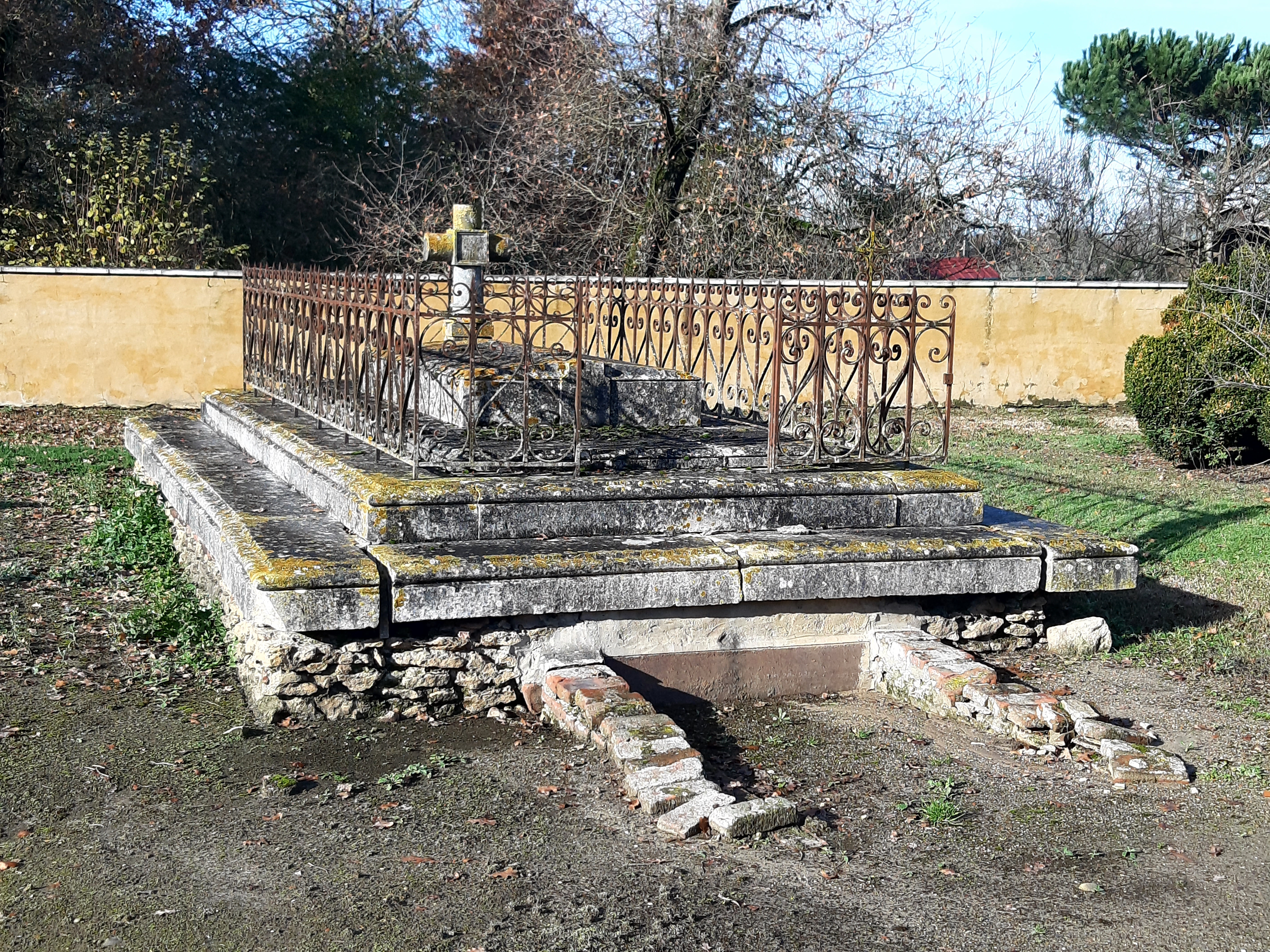
Sépulture dans l'enclos.